# 말레이시아 콥트 정교회
말레이시아의 콥트 정교회(Coptic Orthodox Church in Malaysia)는 말레이시아에 소재한 기독교 교단이다. 이 교회는 알렉산드리아 콥트 정교회의 교구인 오스트레일리아 콥트 정교회 시드니 교구 관할 하에 있다.
말레이시아 콥트 정교회는 말라카에 단 한 곳의 성당인 마리아와 성 마르코 성당(Mary & St. Mark Church)을 보유하고 있다. 이 성당은 2008년 3월 15일 서품을 받은 조셉 심 신부가 지도하고 있다. 말레이시아 콥트 정교회는 말레이시아 교회협의의 회원이다.

## 같이 보기
- 콥트 정교회